# 天童駅

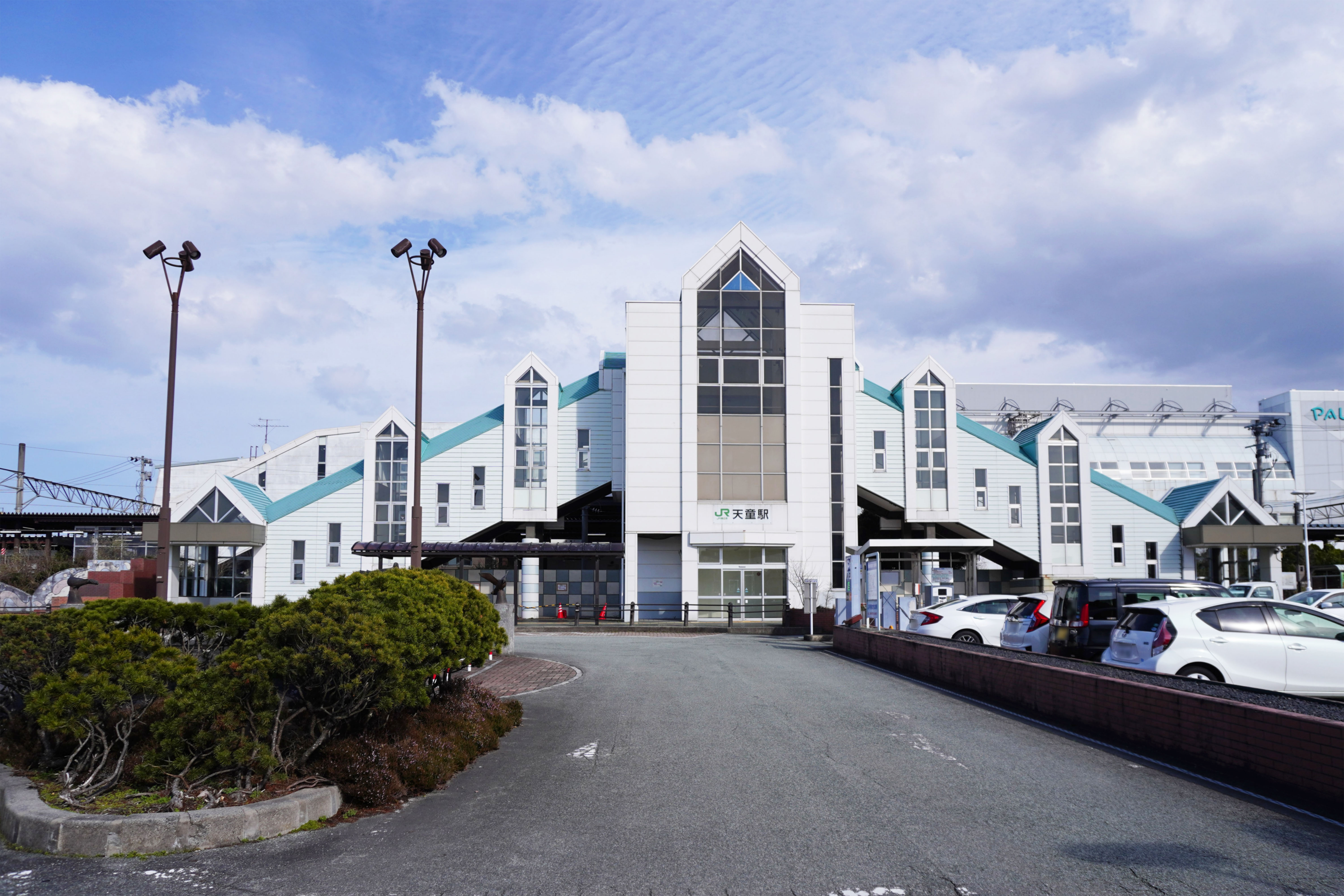
西口（2024年3月）

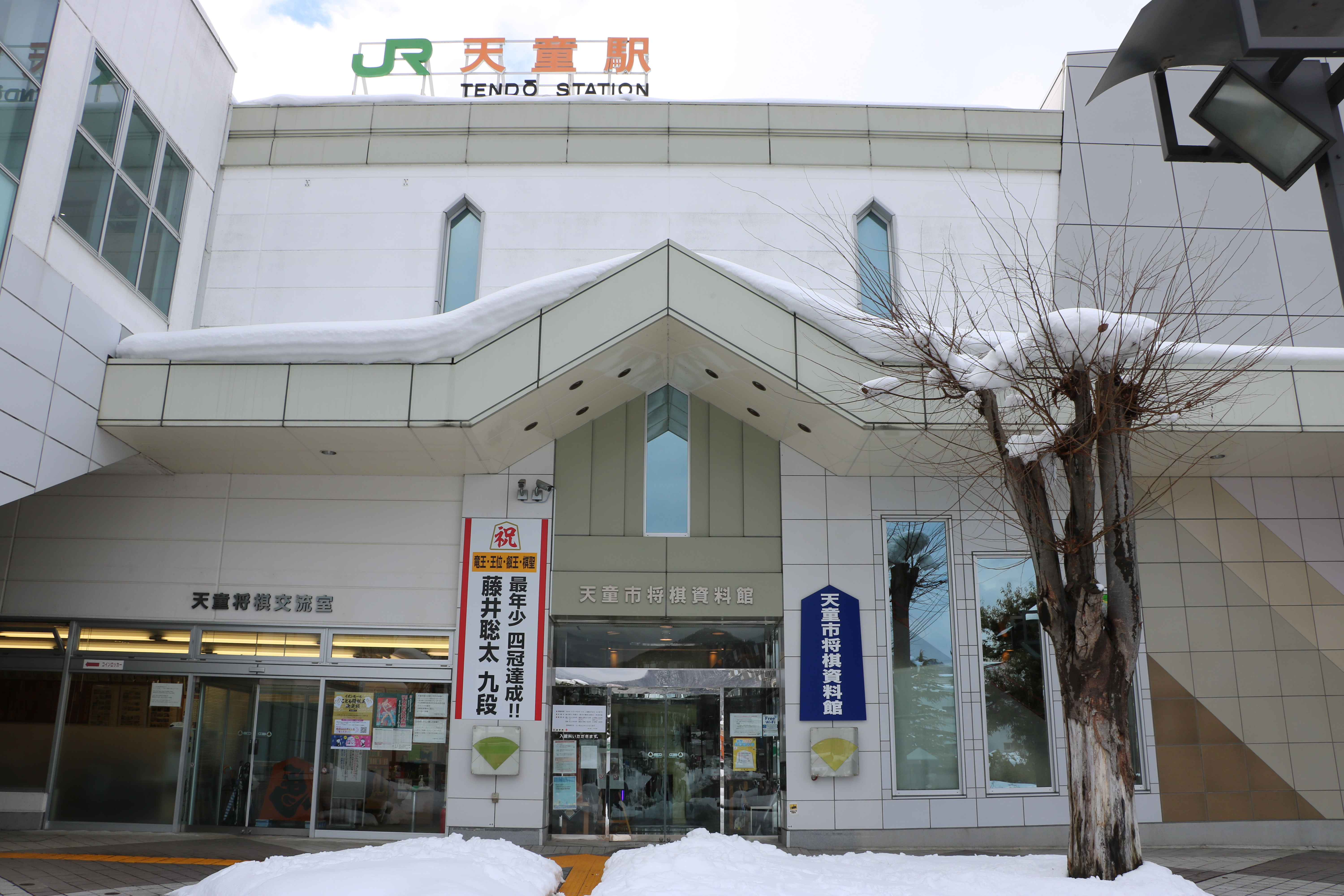
東口と天童市将棋資料館（2022年1月）

天童駅（てんどうえき）は、山形県天童市本町にある、東日本旅客鉄道（JR東日本）奥羽本線（山形線）の駅である。
山形新幹線の停車駅である。

## 歴史
- 1901年（明治34年）8月23日：官設鉄道（のちに日本国有鉄道）奥羽南線山形 - 楯岡間開通と共に開業[2][4]。
- 1909年（明治42年）10月12日：線路名称制定に伴い、奥羽本線の駅となる[5]。
- 1914年（大正3年）3月26日：電報の取り扱いを開始[6]。
- 1982年（昭和57年）3月20日：貨物の取り扱いを廃止[2][7]。
- 1985年（昭和60年）3月14日：荷物の扱いを廃止[2]。
- 1986年（昭和61年）12月20日：オレンジカード対応券売機を設置[新聞 1]。
- 1987年（昭和62年）4月1日：国鉄分割民営化により、東日本旅客鉄道の駅となる[2]。
- 1992年（平成4年）
  - 2月8日：新駅舎・東西歩行者通路が完成し、開業式を挙行[新聞 2]。
  - 4月23日：駅ビル「ターミナルビルPALTE」がオープン[新聞 3]。
  - 8月24日：駅周辺施設の総合落成式挙行[新聞 4]。
- 1993年（平成5年）10月4日：駅周辺が建設省の都市景観大賞を受賞。
- 1997年（平成9年）3月18日：駅東口・西口にエレベーターを設置。
- 1999年（平成11年）12月4日：山形新幹線新庄延伸により山形新幹線の停車駅となる[報道 1]。
- 2007年（平成19年）3月18日：指定席券売機を導入。
- 2018年（平成30年）9月1日：業務委託化[7]。天童駅長・助役を廃止。山形駅長管理下となる[8]。
- 2020年（令和2年）3月14日：新幹線eチケットサービスを開始[報道 2]。
- 2021年（令和3年）3月13日：タッチでGo!新幹線のサービスを開始[注 1][報道 5]。
- 2024年（令和6年）
  - 3月16日：奥羽本線でICカード「Suica」の利用が可能となる[報道 6][報道 7]。
  - 3月31日：みどりの窓口の営業を終了[3]。
  - 4月1日：話せる指定席券売機を導入[3]。
  - 10月1日：えきねっとQチケのサービスを開始[1][報道 8]。

## 駅構造
単式ホーム1面1線（1番線）と島式ホーム1面2線（2・3番線）、計2面3線を有する地上駅である。橋上駅舎を持ち、ターミナルビルPALTEと東口で繋がっている。駅舎には天童市の将棋資料館および将棋交流室が設けられている。また、各ホームにはエレベーターが、2・3番線に上りエスカレーターが設置されている。
有人改札であり、山形新幹線のICカードやえきねっとQチケ専用自動改札機と、山形線の簡易Suica改札機が別個に設置されている。なお、えきねっとQチケを利用する場合は、山形新幹線では改札機にQRコードをかざす一方、山形線では改札窓口にいる係員へQRコードを提示する必要がある。
山形駅管理の業務委託駅で、自動券売機、話せる指定席券売機、待合室が設置されている。直営駅時代は管理駅として、高擶駅 - 袖崎駅間の各駅を管理していた。

### のりば
| 番線 | 路線                | 方向 | 行先           |
| ---- | ------------------- | ---- | -------------- |
| 1    | ■山形新幹線 ■山形線 | 上り | 山形・東京方面 |
| 2    | ■山形新幹線 ■山形線 | 下り | 村山・新庄方面 |
| 3    | ■山形線             | 上り | 山形方面       |
| 3    | ■山形線             | 下り | 村山・新庄方面 |

- 当駅始発は3番線を使用する。また、山形方面からの終電は当駅止まりとなっている。なお、旅客扱い終了後は回送となる。

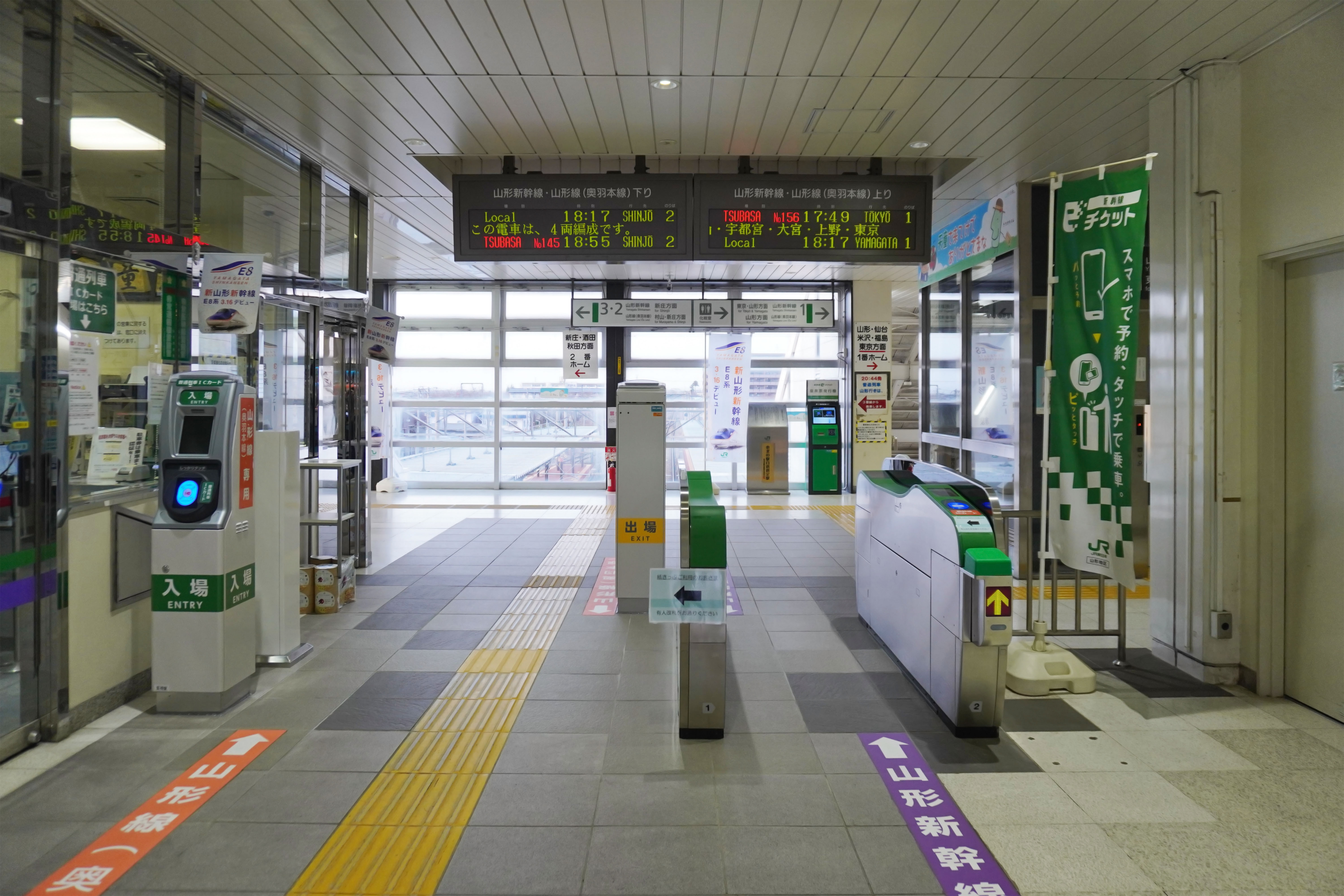
改札口（2024年3月）
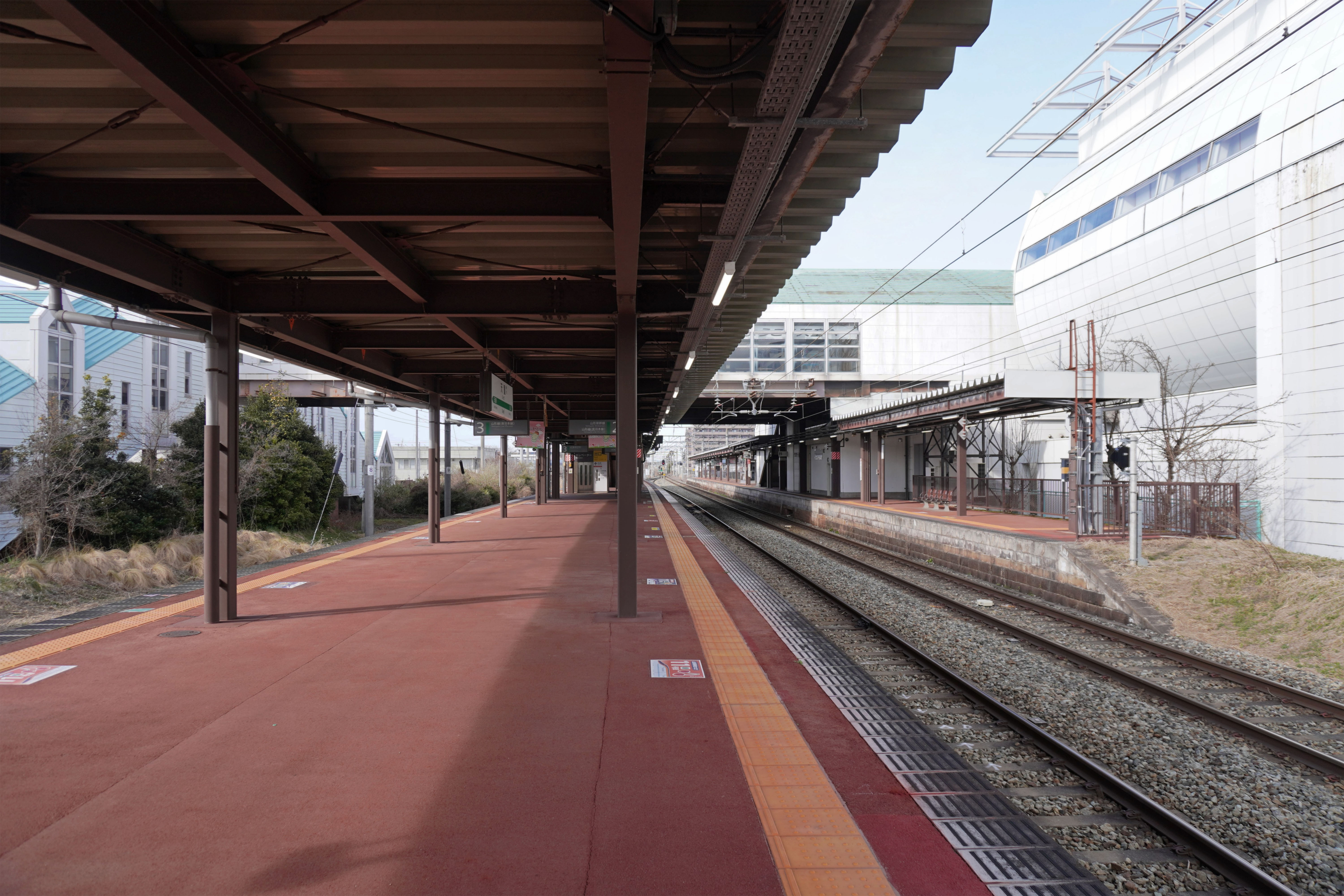
ホーム（2024年3月）

## 利用状況
JR東日本によると、2023年度（令和5年度）の1日平均乗車人員は1,237人である。
JR東日本および「天童市の統計」によると、1986年度（昭和61年度）以降の推移は以下のとおりである。

### 1986年度 - 1999年度
| 1986年（昭和61年） | 597    | 1,222  | 1,819  | [ 天童 1 ] |
| 1987年（昭和62年） | 626    | 1,195  | 1,821  | [ 天童 1 ] |
| 1988年（昭和63年） | 668    | 1,224  | 1,892  | [ 天童 1 ] |
| 1989年（平成元年） | 非公表 | 非公表 | 非公表 | [ 天童 1 ] |
| 1990年（平成02年） | 非公表 | 非公表 | 非公表 | [ 天童 1 ] |
| 1991年（平成03年） | 645    | 1,287  | 1,932  | [ 天童 1 ] |
| 1992年（平成04年） | 707    | 1,276  | 1,983  | [ 天童 1 ] |
| 1993年（平成05年） | 724    | 1,288  | 2,012  | [ 天童 1 ] |
| 1994年（平成06年） | 734    | 1,331  | 2,065  | [ 天童 1 ] |
| 1995年（平成07年） | 732    | 1,367  | 2,099  | [ 天童 1 ] |
| 1996年（平成08年） | 759    | 1,400  | 2,159  | [ 天童 1 ] |
| 1997年（平成09年） | 723    | 1,338  | 2,061  | [ 天童 1 ] |
| 1998年（平成10年） | 697    | 1,273  | 1,970  | [ 天童 1 ] |
| 1999年（平成11年） | 494    | 1,172  | 1,666  | [ 天童 1 ] |

### 2000年度以降
| 1日平均乗車人員推移（2000年度以降） | 1日平均乗車人員推移（2000年度以降） | 1日平均乗車人員推移（2000年度以降） | 1日平均乗車人員推移（2000年度以降） | 1日平均乗車人員推移（2000年度以降） | 1日平均乗車人員推移（2000年度以降） |
| 年度                                | 定期外                              | 定期                                | 合計                                | 出典                                | 出典                                |
| 年度                                | JR東日本                            | 天童市                              |                                     |                                     |                                     |
| ----------------------------------- | ----------------------------------- | ----------------------------------- | ----------------------------------- | ----------------------------------- | ----------------------------------- |
| 2000年（平成12年）                  | 738                                 | 1,199                               | 1,938                               | [ JR 2 ]                            | [ 天童 2 ]                          |
| 2001年（平成13年）                  | 740                                 | 1,256                               | 1,996                               | [ JR 3 ]                            | [ 天童 2 ]                          |
| 2002年（平成14年）                  | 715                                 | 1,253                               | 1,968                               | [ JR 4 ]                            | [ 天童 2 ]                          |
| 2003年（平成15年）                  | 686                                 | 1,228                               | 1,915                               | [ JR 5 ]                            | [ 天童 2 ]                          |
| 2004年（平成16年）                  | 671                                 | 1,183                               | 1,855                               | [ JR 6 ]                            | [ 天童 2 ]                          |
| 2005年（平成17年）                  | 662                                 | 1,165                               | 1,828                               | [ JR 7 ]                            | [ 天童 2 ]                          |
| 2006年（平成18年）                  | 653                                 | 1,150                               | 1,804                               | [ JR 8 ]                            | [ 天童 2 ]                          |
| 2007年（平成19年）                  | 646                                 | 1,169                               | 1,814                               | [ JR 9 ]                            | [ 天童 2 ]                          |
| 2008年（平成20年）                  | 622                                 | 1,132                               | 1,755                               | [ JR 10 ]                           | [ 天童 2 ]                          |
| 2009年（平成21年）                  | 577                                 | 1,112                               | 1,689                               | [ JR 11 ]                           | [ 天童 2 ]                          |
| 2010年（平成22年）                  | 543                                 | 1,157                               | 1,701                               | [ JR 12 ]                           | [ 天童 2 ]                          |
| 2011年（平成23年）                  | 543                                 | 1,171                               | 1,714                               | [ JR 13 ]                           | [ 天童 2 ]                          |
| 2012年（平成24年）                  | 590                                 | 1,138                               | 1,729                               | [ JR 14 ]                           | [ 天童 2 ]                          |
| 2013年（平成25年）                  | 635                                 | 1,163                               | 1,799                               | [ JR 15 ]                           | [ 天童 2 ]                          |
| 2014年（平成26年）                  | 692                                 | 1,052                               | 1,745                               | [ JR 16 ]                           | [ 天童 2 ]                          |
| 2015年（平成27年）                  | 583                                 | 1,004                               | 1,588                               | [ JR 17 ]                           | [ 天童 2 ]                          |
| 2016年（平成28年）                  | 576                                 | 940                                 | 1,517                               | [ JR 18 ]                           | [ 天童 2 ]                          |
| 2017年（平成29年）                  | 596                                 | 920                                 | 1,516                               | [ JR 19 ]                           | [ 天童 3 ]                          |
| 2018年（平成30年）                  | 571                                 | 892                                 | 1,463                               | [ JR 20 ]                           | [ 天童 3 ]                          |
| 2019年（令和元年）                  | 528                                 | 865                                 | 1,393                               | [ JR 21 ]                           | [ 天童 3 ]                          |
| 2020年（令和02年）                  | 211                                 | 770                                 | 981                                 | [ JR 22 ]                           | [ 天童 3 ]                          |
| 2021年（令和03年）                  | 245                                 | 789                                 | 1,034                               | [ JR 23 ]                           | [ 天童 3 ]                          |
| 2022年（令和04年）                  | 362                                 | 776                                 | 1,139                               | [ JR 24 ]                           |                                     |
| 2023年（令和05年）                  | 465                                 | 772                                 | 1,237                               | [ JR 1 ]                            |                                     |

## 駅周辺
東口には昔からの商店街、住宅地があるが、最近ではマンションの建設が進んでおり、駅周辺の人口が増加しつつある。また、西口は新興住宅が立ち並んでいる。
- 天童温泉
- 舞鶴山（天童公園）
- 天童市役所
- 天童市市民文化会館
- 天童市民病院
- 広重美術館
- 天童郵便局
- 天童駅西郵便局
- コンフォートホテル天童
- たからもち食堂　【歩いて5分】

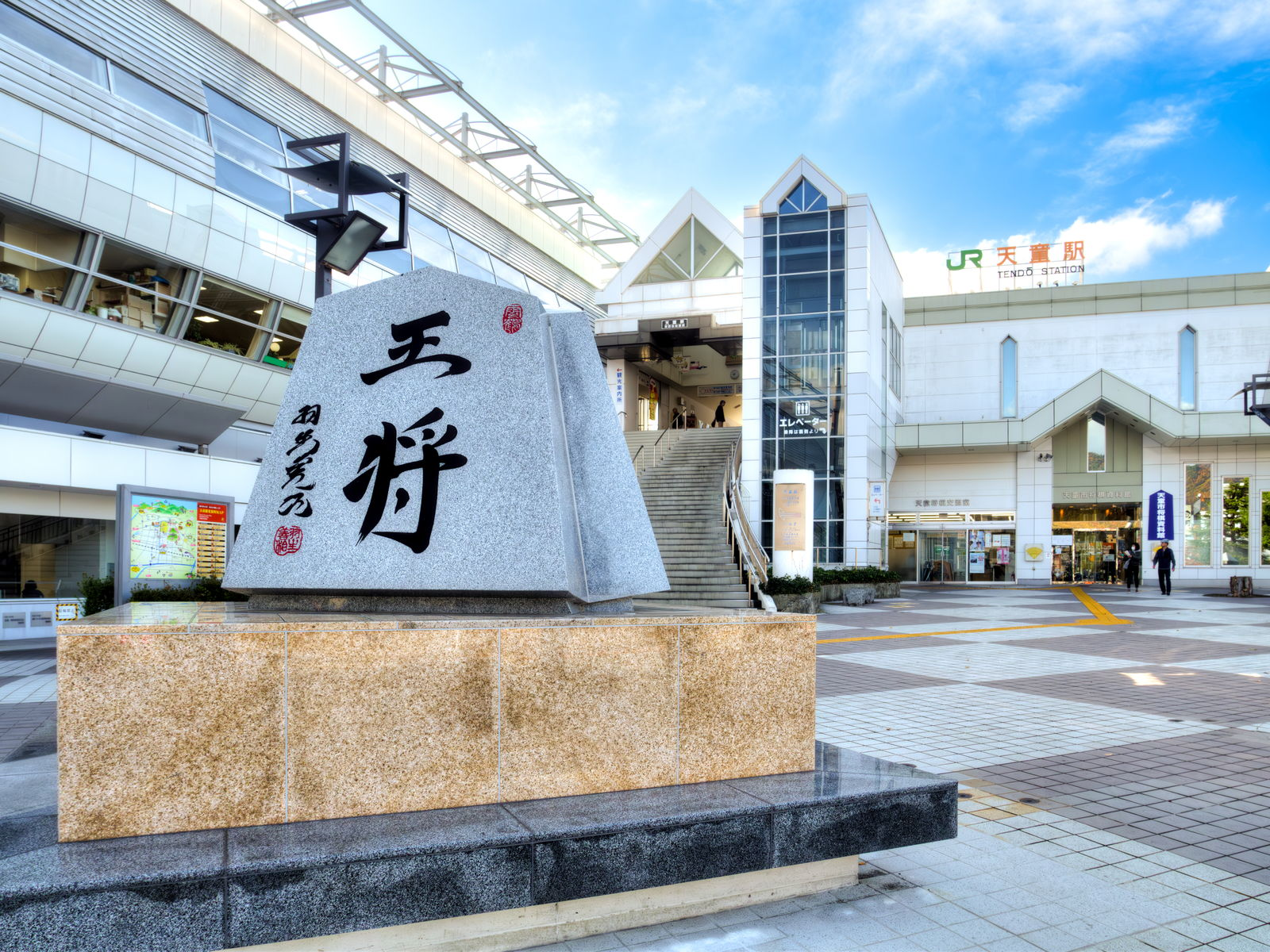
東口前の将棋駒モニュメント（2024年11月）
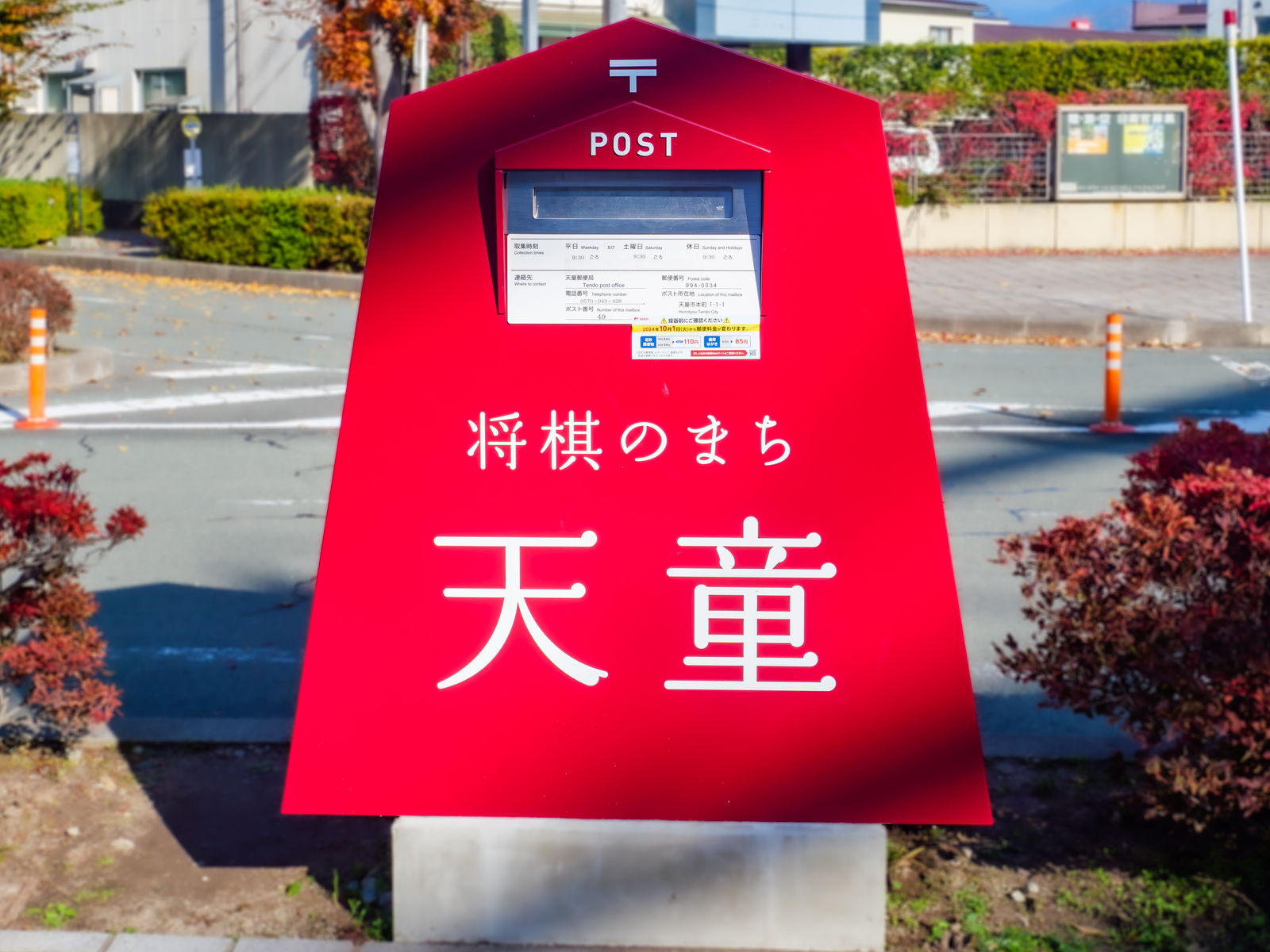
東口に設置されている将棋駒型の郵便ポスト（2024年11月）

## バス路線

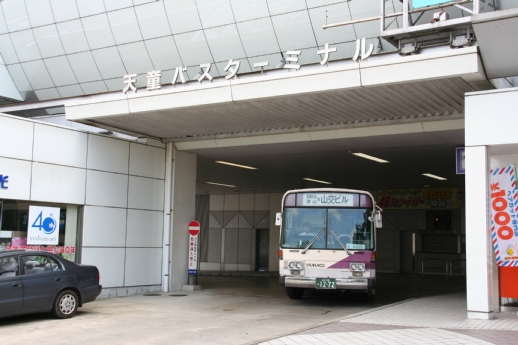
天童バスターミナル（2006年8月）

ターミナルビルPALTE内に天童駅前バス停が、駅東口ロータリーに天童駅東口バス停が設置されている。
天童駅前
- 山交バス - 山形、村山方面
- 天童市市営バス - 寒河江方面

天童駅東口
- オリオンバス - 東京方面

## その他
- 将棋の駒をモチーフとした駅舎を有することを理由として、2002年（平成14年）、東北の駅百選に選定された。

## 隣の駅
東日本旅客鉄道（JR東日本）
■山形新幹線
山形駅 - 天童駅 - さくらんぼ東根駅
■山形線（奥羽本線）
天童南駅 - 天童駅 - 乱川駅

### 記事本文